# 울리세함시

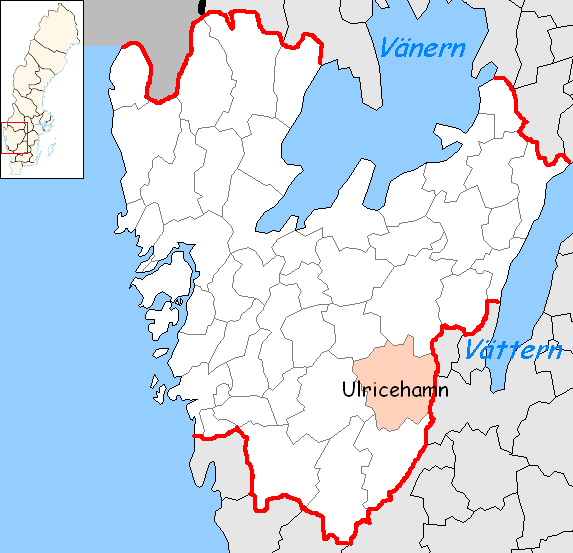
울리세함 시의 위치

울리세함시(스웨덴어: Ulricehamns kommun)는 스웨덴 베스트라예탈란드주에 위치한 지방 자치체로 행정 중심지는 울리세함이며 면적은 1,116.71km2, 인구는 23,887명(2016년 12월 31일 기준), 인구 밀도는 21명/km2이다.

시 문장